# Latiborská hoľa
Latiborská hoľa je rozsáhlý vrch v západní části Ďumbierských Tater o nadmořské výšce 1643 m.
Nachází se v hlavním hřebeni pohoří, mezi Ďurkovou a Veľkou holí, nad osadami Železnô a Magurka.

## Přístup
- po  značce (turistická magistrála Cesta hrdinů SNP) po hřebeni:
  - z východu od Ďurkové (1750 m n. m.)
  - ze západu z Veľké hole (1640 m n. m.)
- po  značce přes sedlo Latiborské hole z Magurky